# Aristides de Mileto
Arístides de Mileto, escritor grego do final do Século II a.C.

## Biografia
Tudo quanto se sabe sobre esse escritor é que seria o autor da obra "Milesíaca", também conhecida como "Contos milésios", uma coleção de novelas eróticas e licenciosas que adquiriu tamanha popularidade entre gregos e romanos que, desde então, o termo "fábula milésia"  passou a designar, genericamente, todo tipo de narrativa erótico-licenciosa.
Traduzida para o Latim por Cornélio Sisena, a obra teria influenciado as novelas picarescas de Petrônio e Apuleio
Conta-se também que, em Carras, os partos maifestaram grande júbilo por terem encontrado um exemplar da "Milesíaca" em uma bagagem romana.